# Хазанова, Вигдария Эфраимовна
Вигда́рия Эфраи́мовна Хаза́нова (урождённая Лойтер; 1 января 1924, Москва — 28 января 2004, Москва) — советский искусствовед, историк искусства. Специалист в области архитектуры русского авангарда.

## Биография
Вигдария Лойтер родилась 1 января 1924 года в Москве, в семье режиссёра еврейского театра и театрального критика Эфраима Борисовича Лойтера. Племянница режиссёра Н. Б. Лойтера.
В 1947 году окончила искусствоведческое отделение филологического факультета Московского государственного университета имени М. В. Ломоносова.
В 1947—1949 годах работала искусствоведом в отделе художественных и отделочных работ Управления строительства Дворца Советов. В 1949—1957 годах — научный сотрудник отдела советской архитектуры Государственного музея русской архитектуры имени А. В. Щусева. С 1958 года — в Институте истории искусств АН СССР (после 1991 года — Государственный институт искусствознания Министерства культуры Российской Федерации).
В 1965 году защитила диссертацию на соискание степени кандидата искусствоведения по теме «Из истории советской архитектуры первых послереволюционных лет: (Гражданская архитектура РСФСР). 1917—1925 гг.»
В 1996 году защитила диссертацию на соискание степени доктора искусствоведения по теме «Опыт изучения истории советской архитектуры 1917—1932 гг.»

### Семья
- Муж — Давид Борисович Хазанов (1914—1983), архитектор, один из теоретиков хрущёвской стандартизации в архитектуре.
  - Сын — Михаил Давыдович Хазанов (род. 1951), советский и российский архитектор[2].